# Akwaya
Akwaya ist eine Gemeinde in Kamerun. Sie liegt in der Region Sud-Ouest und dort im Département Manyu.

## Lage
Akwaya liegt im äußersten Westen Kameruns, wenige Kilometer westlich beginnt Nigeria. Die Gemeinde liegt im Regenwald. 

## Verkehr
Akwaya ist nur über teilweise schlecht ausgebaute Pisten zu erreichen.